# Аркадіуш Мілик
Аркадіуш Кристіан Мілик (пол. Arkadiusz Krystian Milik; нар. 28 лютого 1994, Тихи) — польський футболіст, центральний нападник клубу «Ювентус» та збірної Польщі.

## Клубна кар'єра
У дорослому футболі дебютував 2010 року виступами за команду клубу «Розвуй» (Катовиці), в якій провів один сезон, взявши участь лише у 10 матчах чемпіонату. У складі був одним з головних бомбардирів команди, маючи середню результативність на рівні 0,4 гола за гру першості. Своєю грою за цю команду привернув увагу представників тренерського штабу клубу «Гурник» (Забже), до складу якого приєднався 2011 року. Відіграв за команду з міста Забже наступний сезон своєї ігрової кар'єри. Більшість часу, проведеного у складі «Гурника», був основним гравцем атакувальної ланки команди.
2013 року уклав контракт із клубом «Баєр 04», у складі якого провів шість матчів. З 2013 року, на правах оренди, один сезон захищав кольори команди клубу «Аугсбург». До амстердамського «Аякса» його віддали в оренду 2014 року. Відразу став одним з основних бомбардирів команди й наступного, 2015, року уклав з амстердамським клубом повноцінний контракт. Продовжував регулярно відзначатися голами, чим привернув увагу італійського «Наполі».
Влітку 2016 року став гравцем неаполітанської команди. У першому матчі за новий клуб у груповому турнірі Ліги Чемпіонів сезону 2016/2017 років у Києві 13 вересня двічі «розписався» у воротах Олександра Шовковського з київського «Динамо».
Загалом за чотири з половиною сезони відіграв за «Наполі» 122 гри в усіх турнірах. У січні 2021 року на умовах оренди з обов'язковим подальшим викупом перебрався до французького «Марселя». У новій команді не завжди потрапляв до стартового складу, а в серпні 2022 року повернувся до Італії, приєднавшись до туринського «Ювентуса» на правах оренди з можливим подальшим викупом за 7 мільйонів євро. У складі туринців відразу став одним з лідерів атак, відзначившись чотирма голами у стартових семи іграх.

## Виступи за збірні
2011 року дебютував у складі юнацької збірної Польщі, взяв участь у дев'яти іграх на юнацькому рівні, відзначившись шістьма забитими голами.
Починаючи з 2012 року, його залучали до складу молодіжної збірної Польщі. На молодіжному рівні зіграв у 9 офіційних матчах, забив 10 голів.
2012 року дебютував в офіційних матчах у складі національної збірної Польщі. Був у її складі учасником Євро-2016 і чемпіонату світу 2018
У травні 2021 року включений до заявки «кадри» на Євро-2020, утім за декілька днів до початку турніру травмувався і був вилучений із заявки.

## Статистика виступів

### Статистика клубних виступів
Станом на 2 жовтня 2022
| Сезон                      | Команда                    | Чемпіонат                  | Чемпіонат | Чемпіонат | Національний кубок | Національний кубок | Національний кубок | Континентальні кубки | Континентальні кубки | Континентальні кубки | Інші змагання | Інші змагання | Інші змагання | Усього | Усього |
| Сезон                      | Команда                    | Ліга                       | Ігор      | Голів     | Ліга               | Ігор               | Голів              | Ліга                 | Ігор                 | Голів                | Ліга          | Ігор          | Голів         | Ігор   | Голів  |
| -------------------------- | -------------------------- | -------------------------- | --------- | --------- | ------------------ | ------------------ | ------------------ | -------------------- | -------------------- | -------------------- | ------------- | ------------- | ------------- | ------ | ------ |
| 2011–12                    | «Гурник» (Забже)           | ЕК                         | 24        | 4         | КП                 | 1                  | 0                  | -                    | -                    | -                    | -             | -             | -             | 25     | 4      |
| 2012-січ. 2013             | «Гурник» (Забже)           | ЕК                         | 14        | 7         | КП                 | 1                  | 1                  | -                    | -                    | -                    | -             | -             | -             | 15     | 8      |
| Усього за «Гурник» (Забже) | Усього за «Гурник» (Забже) | Усього за «Гурник» (Забже) | 38        | 11        |                    | 2                  | 1                  |                      | -                    | -                    |               | -             | -             | 40     | 12     |
| січ.-черв. 2013            | «Баєр 04»                  | БЛ                         | 6         | 0         | КН                 | 0                  | 0                  | ЛЄ                   | 2                    | 0                    | -             | -             | -             | 8      | 0      |
| 2013–14                    | «Аугсбург»                 | БЛ                         | 18        | 2         | КН                 | 2                  | 0                  | -                    | -                    | -                    | -             | -             | -             | 20     | 2      |
| 2014–15                    | «Аякс»                     | ЕД                         | 21        | 11        | КН                 | 3                  | 8                  | ЛЧ+ЛЄ                | 5+4                  | 1+3                  | -             | -             | -             | 33     | 23     |
| 2015–16                    | «Аякс»                     | ЕД                         | 31        | 21        | КН                 | 2                  | 0                  | ЛЧ+ЛЄ                | 2+7                  | 1+2                  | -             | -             | -             | 42     | 24     |
| Усього за «Аякс»           | Усього за «Аякс»           | Усього за «Аякс»           | 52        | 32        |                    | 5                  | 8                  |                      | 18                   | 7                    |               | -             | -             | 75     | 47     |
| 2016–17                    | «Наполі»                   | A                          | 17        | 5         | КІ                 | 2                  | 0                  | ЛЧ                   | 4                    | 3                    | -             | -             | -             | 23     | 8      |
| 2017–18                    | «Наполі»                   | A                          | 15        | 5         | КІ                 | 0                  | 0                  | ЛЧ+ЛЄ                | 2+0                  | 1+0                  | -             | -             | -             | 17     | 6      |
| 2018–19                    | «Наполі»                   | A                          | 35        | 17        | КІ                 | 2                  | 1                  | ЛЧ+ЛЄ                | 4+6                  | 0+2                  | -             | -             | -             | 47     | 20     |
| 2019–20                    | «Наполі»                   | A                          | 26        | 11        | КІ                 | 4                  | 0                  | ЛЧ                   | 5                    | 3                    | -             | -             | -             | 35     | 14     |
| 2020-січ. 2021             | «Наполі»                   | A                          | 0         | 0         | КІ                 | 0                  | 0                  | ЛЄ                   | 0                    | 0                    | СІ            | 0             | 0             | 0      | 0      |
| Усього за «Наполі»         | Усього за «Наполі»         | Усього за «Наполі»         | 93        | 38        |                    | 8                  | 1                  |                      | 21                   | 9                    |               | -             | -             | 122    | 48     |
| січ.-черв. 2021            | «Марсель»                  | Л1                         | 15        | 9         | КФ                 | 1                  | 1                  | ЛЧ                   | -                    | -                    | -             | -             | -             | 16     | 10     |
| 2021–22                    | «Марсель»                  | Л1                         | 23        | 7         | КФ                 | 4                  | 5                  | ЛЄ+ЛК                | 5+5                  | 4+4                  | -             | -             | -             | 37     | 20     |
| лип.-серп. 2022            | «Марсель»                  | Л1                         | 2         | 0         | КФ                 | 0                  | 0                  | ЛЧ                   | 0                    | 0                    | -             | -             | -             | 2      | 0      |
| Усього за «Марсель»        | Усього за «Марсель»        | Усього за «Марсель»        | 40        | 16        |                    | 5                  | 6                  |                      | 10                   | 8                    |               | -             | -             | 55     | 30     |
| серп. 2022–23              | «Ювентус»                  | A                          | 5         | 3         | КІ                 | 0                  | 0                  | ЛЧ                   | 2                    | 1                    | -             | -             | -             | 7      | 4      |
| Усього за кар'єру          | Усього за кар'єру          | Усього за кар'єру          | 252       | 102       |                    | 22                 | 16                 |                      | 53                   | 25                   |               | 1             | 0             | 328    | 143    |

### Статистика виступів за збірну
Станом на 2 жовтня 2022
| Дата       | Місто              | Господарі            | Результат               | Гості                | Турнір                               | Голи | Примітки |
| ---------- | ------------------ | -------------------- | ----------------------- | -------------------- | ------------------------------------ | ---- | -------- |
| 12-10-2012 | Варшава            | Польща               | 1 – 0                   | ПАР                  | товариський матч                     | -    | 58'      |
| 17-10-2012 | Варшава            | Польща               | 1 – 1                   | Англія               | Відбір до ЧС 2014                    | -    | 83'      |
| 14-11-2012 | Гданськ            | Польща               | 1 – 3                   | Уругвай              | товариський матч                     | -    | 83'      |
| 14-12-2012 | Анталія            | Польща               | 4 – 1                   | Північна Македонія   | товариський матч                     | 1    |          |
| 6-2-2013   | Дублін             | Ірландія             | 2 – 0                   | Польща               | товариський матч                     | -    | 60'      |
| 26-3-2013  | Варшава            | Польща               | 5 – 0                   | Сан-Марино           | Відбір до ЧС 2014                    | -    | 54' 58'  |
| 5-3-2014   | Варшава            | Польща               | 0 – 1                   | Шотландія            | товариський матч                     | -    |          |
| 13-5-2014  | Гамбург            | Німеччина            | 0 – 0                   | Польща               | товариський матч                     | -    | 53'      |
| 6-6-2014   | Гданськ            | Польща               | 2 – 1                   | Литва                | товариський матч                     | 1    |          |
| 7-9-2014   | Фару               | Гібралтар            | 0 – 7                   | Польща               | Відбір до ЧЄ 2016                    | -    | 71'      |
| 11-10-2014 | Варшава            | Польща               | 2 – 0                   | Німеччина            | Відбір до ЧЄ 2016                    | 1    | 77'      |
| 14-10-2014 | Варшава            | Польща               | 2 – 2                   | Шотландія            | Відбір до ЧЄ 2016                    | 1    |          |
| 14-11-2014 | Тбілісі            | Грузія               | 0 – 4                   | Польща               | Відбір до ЧЄ 2016                    | 1    |          |
| 18-11-2014 | Вроцлав            | Польща               | 2 – 2                   | Швейцарія            | товариський матч                     | 1    | 46'      |
| 29-3-2015  | Дублін             | Ірландія             | 1 – 1                   | Польща               | Відбір до ЧЄ 2016                    | -    | 84'      |
| 13-6-2015  | Варшава            | Польща               | 4 – 0                   | Грузія               | Відбір до ЧЄ 2016                    | 1    |          |
| 16-6-2015  | Гданськ            | Польща               | 0 – 0                   | Греція               | товариський матч                     | -    | 78'      |
| 4-9-2015   | Франкфурт-на-Майні | Німеччина            | 3 – 1                   | Польща               | Відбір до ЧЄ 2016                    | -    |          |
| 7-9-2015   | Варшава            | Польща               | 8 – 1                   | Гібралтар            | Відбір до ЧЄ 2016                    | 2    |          |
| 8-10-2015  | Глазго             | Шотландія            | 2 – 2                   | Польща               | Відбір до ЧЄ 2016                    | -    | 63'      |
| 13-11-2015 | Варшава            | Польща               | 4 – 2                   | Ісландія             | товариський матч                     | -    | 86'      |
| 17-11-2015 | Вроцлав            | Польща               | 3 – 1                   | Чехія                | товариський матч                     | 1    |          |
| 23-3-2016  | Познань            | Польща               | 1 – 0                   | Сербія               | товариський матч                     | -    |          |
| 26-3-2016  | Вроцлав            | Польща               | 5 – 0                   | Фінляндія            | товариський матч                     | -    | 63'      |
| 1-6-2016   | Гданськ            | Польща               | 1 – 2                   | Нідерланди           | товариський матч                     | -    | 87'      |
| 6-6-2016   | Вроцлав            | Польща               | 0 – 0                   | Литва                | товариський матч                     | -    |          |
| 12-6-2016  | Ніцца              | Польща               | 1 – 0                   | Північна Ірландія    | ЧЄ 2016 - 1-й етап                   | 1    |          |
| 16-6-2016  | Сен-Дені           | Німеччина            | 0 – 0                   | Польща               | ЧЄ 2016 - 1-й етап                   | -    |          |
| 21-6-2016  | Марсель            | Україна              | 0 – 1                   | Польща               | ЧЄ 2016 - 1-й етап                   | -    | 90+3'    |
| 25-6-2016  | Сент-Етьєн         | Швейцарія            | 1 – 1 д.ч. (4 – 5 п.п.) | Польща               | ЧЄ 2016 - 1/8 фіналу                 | -    |          |
| 30-6-2016  | Марсель            | Польща               | 1 – 1 д.ч. (3 – 5 п.п.) | Португалія           | ЧЄ 2016 - чвертьфінал                | -    |          |
| 4-9-2016   | Астана             | Казахстан            | 2 – 2                   | Польща               | Відбір до ЧС 2018                    | -    |          |
| 8-10-2016  | Варшава            | Польща               | 3 – 2                   | Данія                | Відбір до ЧС 2018                    | -    | 46'      |
| 10-6-2017  | Варшава            | Польща               | 3 – 1                   | Румунія              | Відбір до ЧС 2018                    | -    | 72'      |
| 1-9-2017   | Копенгаген         | Данія                | 4 – 0                   | Польща               | Відбір до ЧС 2018                    | -    | 62'      |
| 4-9-2017   | Варшава            | Польща               | 3 – 0                   | Казахстан            | Відбір до ЧС 2018                    | 1    |          |
| 23-3-2018  | Вроцлав            | Польща               | 0 – 1                   | Нігерія              | товариський матч                     | -    | 72'      |
| 27-3-2018  | Варшава            | Польща               | 3 – 2                   | Південна Корея       | товариський матч                     | -    | 61'      |
| 8-6-2018   | Познань            | Польща               | 2 – 2                   | Чилі                 | товариський матч                     | -    | 46'      |
| 12-6-2018  | Варшава            | Польща               | 4 – 0                   | Литва                | товариський матч                     | -    |          |
| 19-6-2018  | Москва             | Польща               | 1 – 2                   | Сенегал              | ЧС 2018 - 1-й етап                   | -    | 73'      |
| 11-9-2018  | Вроцлав            | Польща               | 1 – 1                   | Ірландія             | товариський матч                     | -    |          |
| 14-10-2018 | Хожув              | Польща               | 0 – 1                   | Італія               | Ліга націй УЄФА 2018-2019 - 1-й етап | -    |          |
| 15-11-2018 | Гданськ            | Польща               | 0 – 1                   | Чехія                | товариський матч                     | -    | 78'      |
| 20-11-2018 | Гімарайнш          | Португалія           | 1 – 1                   | Польща               | Ліга націй УЄФА 2018-2019 - 1-й етап | 1    |          |
| 21-3-2019  | Відень             | Австрія              | 0 – 1                   | Польща               | Відбір до ЧЄ 2020                    | -    | 46'      |
| 24-3-2019  | Варшава            | Польща               | 2 – 0                   | Латвія               | Відбір до ЧЄ 2020                    | -    | 87'      |
| 10-6-2019  | Варшава            | Польща               | 4 – 0                   | Ізраїль              | Відбір до ЧЄ 2020                    | -    | 73'      |
| 13-10-2019 | Варшава            | Польща               | 2 – 0                   | Північна Македонія   | Відбір до ЧЄ 2020                    | 1    | 68'      |
| 4-9-2020   | Амстердам          | Нідерланди           | 1 – 0                   | Польща               | Ліга націй УЄФА 2020-2021 - 1-й етап | -    | 63'      |
| 7-9-2020   | Зениця             | Боснія і Герцеговина | 1 – 2                   | Польща               | Ліга націй УЄФА 2020-2021 - 1-й етап | -    | 82'      |
| 7-10-2020  | Гданськ            | Польща               | 5 – 1                   | Фінляндія            | товариський матч                     | 1    |          |
| 11-10-2020 | Гданськ            | Польща               | 0 – 0                   | Італія               | Ліга націй УЄФА 2020-2021 - 1-й етап | -    | 70'      |
| 14-10-2020 | Вроцлав            | Польща               | 3 – 0                   | Боснія і Герцеговина | Ліга націй УЄФА 2020-2021 - 1-й етап | -    | 58'      |
| 11-11-2020 | Хожув              | Польща               | 2 – 0                   | Україна              | товариський матч                     | -    | кап. 62' |
| 15-11-2020 | Реджо-нель-Емілія  | Італія               | 2 – 0                   | Польща               | Ліга націй УЄФА 2020-2021 - 1-й етап | -    | 74'      |
| 25-3-2021  | Будапешт           | Угорщина             | 3 – 3                   | Польща               | Відбір до ЧС 2022                    | -    | 84'      |
| 28-3-2021  | Варшава            | Польща               | 3 – 0                   | Андорра              | Відбір до ЧС 2022                    | -    | 60'      |
| 31-3-2021  | Лондон             | Англія               | 2 – 1                   | Польща               | Відбір до ЧС 2022                    | -    | 46'      |
| 12-11-2021 | Андорра-ла-Велья   | Андорра              | 1 – 4                   | Польща               | Відбір до ЧС 2022                    | 1    | 77'      |
| 15-11-2021 | Варшава            | Польща               | 1 – 2                   | Угорщина             | Відбір до ЧС 2022                    | -    | 65'      |
| 24-3-2022  | Глазго             | Шотландія            | 1 – 1                   | Польща               | товариський матч                     | -    | 27'      |
| 22-9-2022  | Варшава            | Польща               | 0 – 2                   | Нідерланди           | Ліга націй УЄФА 2022-2023 - 1-й етап | -    | 46'      |
| Усього     |                    | Матчів               | 63                      |                      | Голів                                | 16   |          |

| Дата       | Місто        | Господарі | Результат | Гості      | Турнір                             | Голи | Примітки |
| ---------- | ------------ | --------- | --------- | ---------- | ---------------------------------- | ---- | -------- |
| 6-9-2012   | Єкатеринбург | Росія     | 4 – 1     | Польща     | Кваліфікація молодіжного Євро-2013 | -    | 71'      |
| 10-9-2012  | Гдиня        | Польща    | 0 – 0     | Португалія | Кваліфікація молодіжного Євро-2013 | -    | 58'      |
| 6-6-2013   | Краків       | Польща    | 2 – 0     | Мальта     | Кваліфікація молодіжного Євро-2015 | 1    |          |
| 10-6-2013  | Фредрікстад  | Норвегія  | 4 – 2     | Польща     | Товариський матч                   | 1    | 53'      |
| 13-8-2013  | Варшава      | Польща    | 3 – 1     | Туреччина  | Кваліфікація молодіжного Євро-2015 | 2    | 83'      |
| 12-10-2013 | Краків       | Польща    | 2 – 0     | Швеція     | Кваліфікація молодіжного Євро-2015 | -    | 88'      |
| 15-10-2013 | Анталія      | Туреччина | 1 – 0     | Польща     | Кваліфікація молодіжного Євро-2015 | -    |          |
| 15-11-2013 | Та-Калі      | Мальта    | 1 – 5     | Польща     | Кваліфікація молодіжного Євро-2015 | 3    | 69'      |
| 19-11-2013 | Краків       | Польща    | 3 – 1     | Греція     | Кваліфікація молодіжного Євро-2015 | 3    |          |
| Усього     |              | Матчів    | 9         |            | Голів                              | 10   |          |

## Титули і досягнення
- Володар Кубка Італії (2):

«Наполі»: 2019-20
«Ювентус»: 2023-24